# Pseudanthias mica
Pseudanthias mica là một loài cá biển trong họ cá mú thuộc phân họ Anthiinae (Anthias) được tìm thấy ở khu vực Đông Ấn bao gồm bao gồm vùng Tam giác san hô (Indonesia, Philippines, Malaysia, Đông Timor, Papua New Guinea và quần đảo Solomon), biển Đông, biển Andaman (Thailand, Myanmar và quần đảo Andaman, Ấn Độ) và đảo Christmas của Ấn Độ Dương.

## Đặc điểm
Cá Pseudanthias mica – một trong 25 loài cá rạn san hô mới phát hiện tại vùng biển khu vực Đông Ấn, chúng được phát hiện trong năm 2012. Trong số 25 loài cá rạn san hô mới phát hiện, loài Pseudanthias mica được 2 tác giả Allen và Erdmann rất yêu thích bởi ông Erdmann đã lấy tên của con gái ông là Mica đặt tên cho loài cá này. Cá Pseudanthias mica xinh đẹp có họ hàng với loài cá mú, ăn sinh vật phù. Chúng xuất hiện thành từng nhóm, với mỗi một nhóm có từ 10 đến 100 cặp, trong đó con đực có màu sắc tươi sáng, nổi bật.